# Casa cu Arcade din Târgu Mureș
Casa cu Arcade (în maghiară Lábas ház) este o clădire cu două etaje construită în stil baroc în secolul al XVIII-lea pe colțul Pieței Trandafirilor și străzii Călărașilor din Târgu Mureș în care inițial a funcționat școala romano-catolică sub patronajul împărătesei Maria Tereza. Numele a primit despre modul în care a fost construită parterul sub formă de arcade, stil care a fost restaurat între 1983-1985. În prezent pe parter se găsesc magazine și studiol postului de radio local Radio GaGa, iar etajele adăpostesc Colegiul Sfântul Imre care funcționează în sistem de cămin oferind adăpost pentru elevii și studenții de religie romano-catolică.

## Istoric
Liceul romano-catolic de fete a fost mutat din Casa cu Arcade în 1890 într-o nouă clădire cu două etaje din strada Revoluției construită după planurile arhitectului Antal Jelinek în stilul barocului clasicizant, între anii 1890-1892 din averea lăsată de episcopul Mihály Fogarassy și de prepozitul Károly Weszely. Totodată, în 1905 s-a mutat și partea rămasă a liceului într-o altă clădire, construită între 1903-1905 după planurile arhitectului Albert Kálmán Kőrössy⁠(hu)[traduceți] în strada Colegiului. 

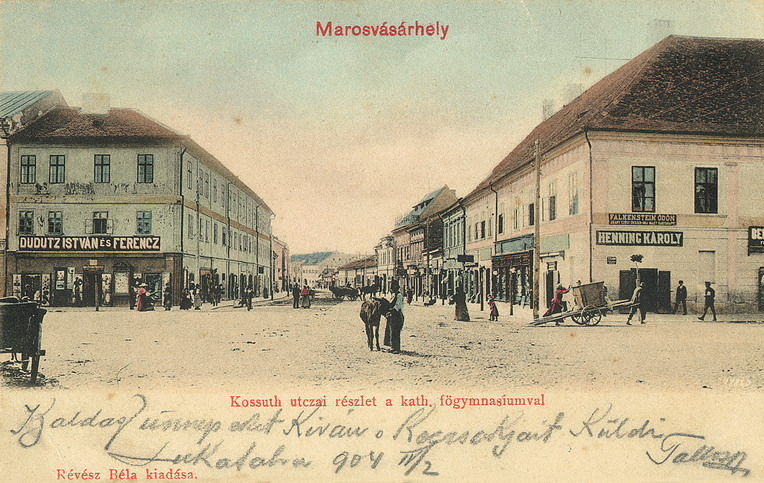
Clădirea pe o carte poștală din 1904 (stânga)